# Peter Ludlow
Peter Ludlow (16 de enero de 1957), escribe bajo el seudónimo de Urizenus Sklar, es un profesor de filosofía de la Universidad de Northwestern. Antes de mudarse a la Universidad de Northwestern, Ludlow enseñó en las Universidades de Toronto, de Michigan y en la de Stony Brook. 
Ha hecho mucho trabajo interdisciplinario entre la lingüística y la filosofía, en particular sobre los fundamentos filosóficos de Noam Chomsky, en la teoría de lingüística generativa y sobre los fundamentos de la teoría del significado en la semántica lingüística. Ha trabajado sobre la aplicación de la filosofía analítica del lenguaje a la epistemología, metafísica y lógica.
Ludlow también ha establecido un programa de investigación fuera de la filosofía y la lingüística. En estas se incluyen problemas conceptuales del ciberespacio, particularmente problemas sobre derechos digitales y la aparición de leyes y estructuras de gobierno en y para comunidades virtuales. MTV.com describe a Ludlow como uno de los 10 jugadores más influyentes de los videojuegos en toda la historia, particularmente debido a su papel mostrando cómo las compañías de videojuegos pueden ser desafiadas como parte del el juego. En los años recientes Ludlow ha escrito ensayos académicos sobre el hacktivismo y fenómenos relacionados como Wikileaks, escribe una conlumna en el New York Times sobre estos temas.
Ludlow recibió su PhD en filosofía de la Universidad de Columbia en 1985 bajo la accesoria de Charles Parsons, pero también estudió con Noam Chomsky y James Higginbotham en el MIT. Recibió en 1979 su Bachelor of Arts en la Universidad de Bethel de Minnesota. Entre sus escritos están: Semántica, tensión y tiempo: un ensayo sobre la Metafísica del Lenguaje Natural, Crypto Anarquía, ciberespacio y utopías piratas (2001) y Nuestro futuro en los mundos virtuales (2010).